# Saga
Sage so prozne zgodbe in zgodovine, nastale na Islandiji in v manjši meri drugod v Skandinaviji.
Saga (iz staronorveške besede za 'nekaj rečeno', 'povedano') je izraz, ki označuje pripoved ali spomin na dogodek, ki ga ohranja ustno izročilo. V ožjem smislu to pomeni zgodbe, ki opisujejo skandinavsko ali germansko preteklost ali zgodbe tradicionalne nordijske literature, katerih avtor ni znan. Lahko imajo različno obliko, vsebino in temo, zato npr. znajo razlikovati med preprosto folksago (ljudsko sago) in djursago (saga o živalih), oziroma nekoliko bolj razvita oblika hjältesaga (saga o junakih), ki ima epski značaj.
Najbolj znana saga-zvrst je Íslendingasögur (Sage o Islandcih), ki predstavljajo potovanja Vikingov, migracije na Islandijo in spore med islandskimi družinami. Vsebina sag je raznolika. Tradicionalno se delijo v pet skupin:
- sage o kraljih, ki opisujejo vladavino prvih norveških kraljev;
- islandske sage, ki opisujejo življenje in pustolovščine nordijskih priseljencev na Islandijo v 10. in 11. stoletju;
- sodobne sage, ki so o življenju islandskih škofov v 12. in 13. stoletju pisali njihovi sodobniki (Sturlunga saga)
- legendarne ali sage o starih časih (Fornaldarsaga), ki opisujejo najbolj oddaljeno preteklost in predstavljajo glavni izvor nordijske mitologije;
- viteške sage, ki predstavljajo prevod francoskih Chansons de geste.

Sage so nastale v srednjem veku, vendar so nastajale tudi v naslednjih stoletjih. Medtem ko je bil v srednjeveški Evropi prevladujoči jezik pisanja zgodovine latinščina, so sage nastale v domačem jeziku: staronorveškem in njegovimi kasnejšimi potomci, predvsem islandščini.
Sage so sicer napisane v prozi, vendar imajo nekaj podobnosti z epsko poezijo in pogosto vključujejo kitice ali cele pesmi v aliterativne verze, vdelane v besedilo.
Izraz saga je bil kasneje uporabljen zunaj konteksta nordijske literature, torej za večdelna, zapletena fikcijska dela, ki imajo epski značaj (npr. Saga o Vojni zvezd, Saga o mraku itd.).